# 1874 in Zwitserland
Dit artikel beschrijft het verloop van 1874 in Zwitserland.

## Ambtsbekleders
De Bondsraad was in 1874 samengesteld als volgt:
| Naam | Naam                         | Partij    | Kanton       | Functie                                                                   |
| ---- | ---------------------------- | --------- | ------------ | ------------------------------------------------------------------------- |
|      | Karl Schenk                  | radicalen | Bern         | Bondspresident in 1874; hoofd van het Departement van Politieke Zaken     |
|      | Emil Welti                   | radicalen | Aargau       | Vicebondspresident in 1874; hoofd van het Departement van Militaire Zaken |
|      | Eugène Borel                 | radicalen | Neuchâtel    | Hoofd van het Departement van Posterijen en Telegrafie                    |
|      | Paul Cérésole                | radicalen | Vaud         | Hoofd van het Departement van Justitie en Politie                         |
|      | Melchior Josef Martin Knüsel | radicalen | Luzern       | Hoofd van het Departement van Binnenlandse Zaken                          |
|      | Wilhelm Matthias Naeff       | radicalen | Sankt Gallen | Hoofd van het Departement van Financiën en Douane                         |
|      | Johann Jakob Scherer         | radicalen | Zürich       | Hoofd van het Departement van Spoorwegen en Handel                        |

De Bondsvergadering werd voorgezeten door:
| Naam | Naam             | Partij                    | Kanton     | Functie                                                            |
| ---- | ---------------- | ------------------------- | ---------- | ------------------------------------------------------------------ |
|      | Gottlieb Ziegler | Democratische Partij      | Zürich     | Voorzitter van de Nationale Raad (tot 29 mei 1874)                 |
|      | Carl Feer-Herzog | gematigde liberalen       | Aargau     | Voorzitter van de Nationale Raad (van 1 juni tot 13 november 1874) |
|      | Louis Ruchonnet  | radicalen                 | Vaud       | Voorzitter van de Nationale Raad (vanaf 7 december 1874)           |
|      | Alois Kopp       | conservatieve katholieken | Luzern     | Voorzitter van de Kantonsraad (tot 29 mei 1874)                    |
|      | Alphons Koechlin | conservatieve katholieken | Bazel-Stad | Voorzitter van de Kantonsraad (vanaf 1 juni 1874)                  |

## Gebeurtenissen

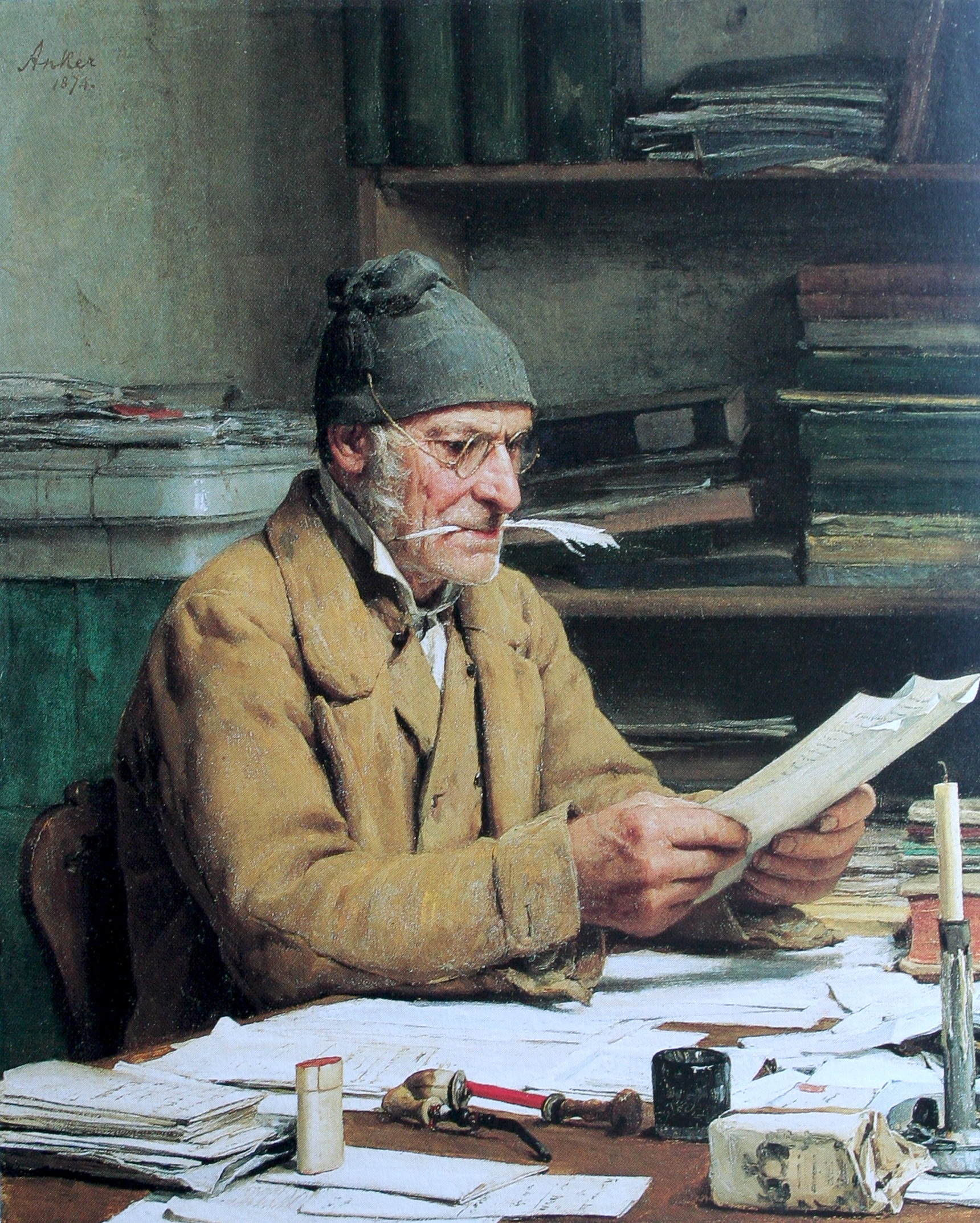
Der Gemeindeschreiber van Albert Anker uit 1874.

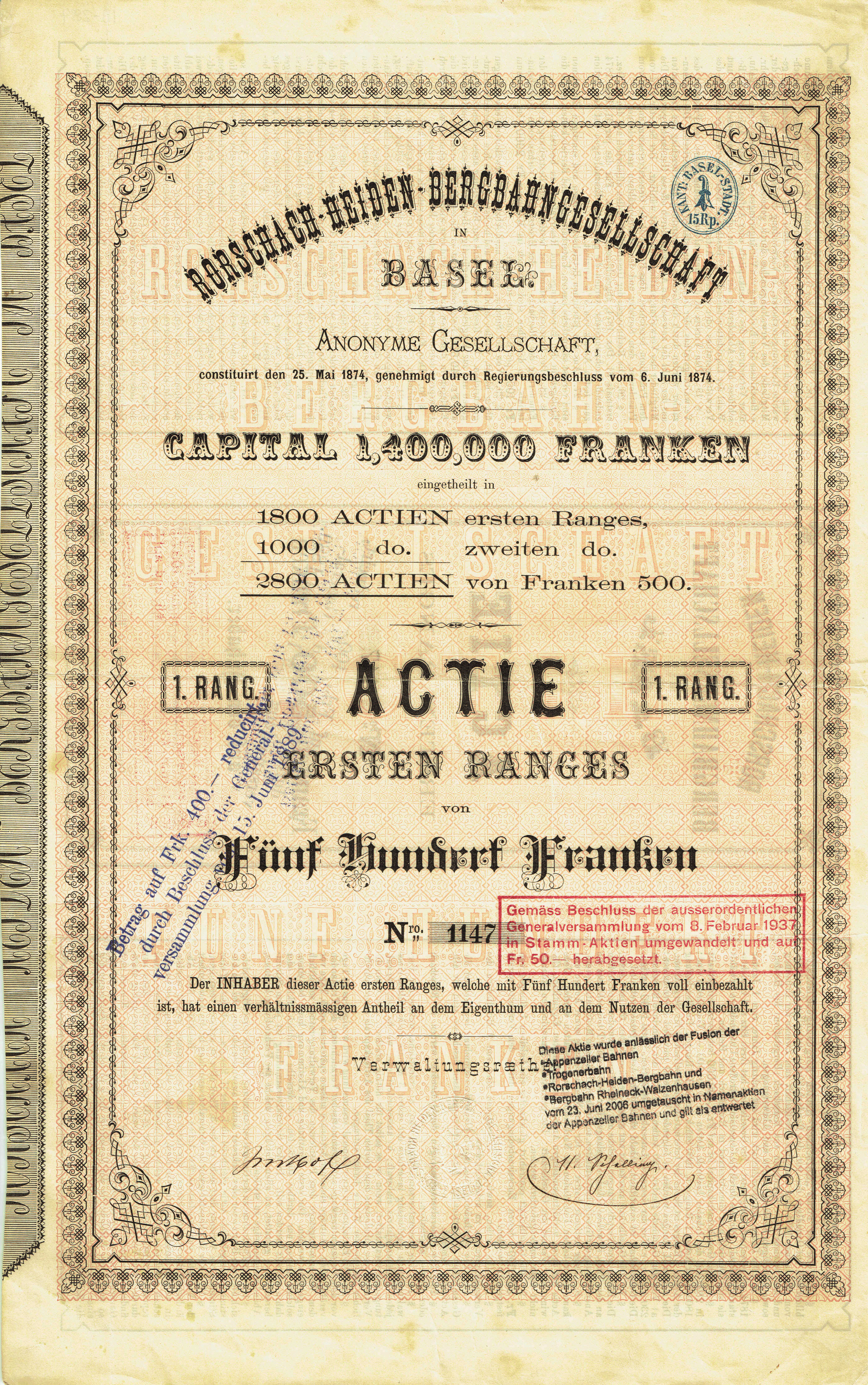
Aandeel van de Rorschach-Heiden-Bergbahngesellschaft uit 1874.

- Caspar Melchior Gebert richt in Rapperswil (kanton Sankt Gallen) de onderneming Geberit op, die later zou uitgroeien tot een multinational in sanitaire installaties.
- Robert Schindler en Eduard Villiger richten in Luzern (kanton Luzern) de onderneming Schindler Liften op, die later zou uitgroeien tot een multinational in het bouwen van liften.
- Georges Édouard Piaget richt in La Côte-aux-Fées (kanton Neuchâtel) de onderneming Piaget SA op, die luxehorloges en sieraden fabriceert.

### April
- 19 april: Bij het Zwitsers grondwettelijk referendum van 1874 keurt de Zwitserse bevolking de nieuwe Grondwet goed met 340.199 stemmen (63,2%) tegen 198.013 (36,8%). Zo worden ook onder meer de uitzonderingsartikels in de Zwitserse Grondwet ingevoerd.
- 30 april: De spoorlijn La Chaux-de-Fonds - Sonceboz (kantons Neuchâtel en Bern) wordt ingehuldigd.

### Mei
- 3 mei: In Lausanne (kanton Vaud) wordt de federale tentoonstelling voor schone kunsten geopend.

### Juni
- 23 juni: Het eerste deel van de spoorlijn Brugg - Immensee (kanton Aargau) wordt ingehuldigd.
- 26 juni: Lausanne (kanton Vaud) wordt gekozen als gaststad voor het vernieuwde Bondsgerechtshof.

### Juli
- 3 juli: De Zoo van Bazel wordt plechtig geopend.
- 19 juli: In Sankt Gallen (kanton Sankt Gallen) gaat het federaal schiettoernooi van start.

### Augustus
- 1 augustus: In Zürich (kanton Zürich) gaan de federale gymnastiekfeesten van start.
- 18 september: De federale wet betreffende de federale referenda over de wetten en federale besluiten treedt in werking. Voortaan kunnen federale wetten ter stemming worden voorgelegd aan de bevolking.

### September
- 15 september: In Bern (kanton Bern) gaat het Internationaal Postcongres van 1874 van start. 22 landen namen deel aan dit congres met als doel de oprichting van een internationale postorganisatie en de standaardisatie van de postale systemen van de landen die lid zouden worden van deze nieuwe internationale organisatie.

### Oktober
- 8 oktober: De federale wet betreffende de gerechtelijke organisatie treedt in werking.
- 9 oktober: Met het Verdrag van Bern wordt de Wereldpostunie opgericht.
- 10 oktober: Inwerkingtreding van de federale wet betreffende de hypotheken op spoorwegmaatschappijen op het grondgebied van de Confederatie en hun gedwongen ontbinding.
- 15 oktober: In het dorp Peist (kanton Graubünden) verwoest een zware brand 49 woningen.

### November
- 13 november: Inwerkingtreding van de nieuwe wet op de militaire organisatie, die de leiding over het leger decentraliseert en die de soldaten toelaat hun dienstwapen thuis te bewaren.

### December
- 13 december: De Confederatie sluit een overeenkomst af met de gemeente Bière (kanton Vaud) om er een militaire kazerne op te richten.
- 20 december: Opening van de spoorlijn van Bellinzona naar Locarno (kanton Ticino).

## Geboren
- 13 april: Edouard Bauty, journalist (overl. 1968)
- 9 juni: Conrad Bürgi, politicus (overl. 1945)
- 25 september: Noëlle Roger, Zwitserse schrijfster en verpleegster (overl. 1953)
- 19 oktober: Mentona Moser, maatschappelijk werkster, communiste en schrijfster (overl. 1971)
- 21 oktober: Henri Guisan, generaal (overl. 1960)
- 1 november: Johann Othmar Doebeli, kunstschilder (overl. 1922)
- 13 november: Mina Pfyffer, feministe en tuberculosebestrijdster (overl. 1955)
- 26 november: Edmond Fleg, Zwitsers-Frans schrijver (overl. 1963)
- 27 november: Johannes Baumann, politicus en lid van de Bondsraad (overl. 1953)

## Overleden
- 14 april: Cornélie Chavannes, pedagoge en onderwijzeres (geb. 1794)
- 2 mei: Carl Meissner, botanicus en rector (geb. 1800)
- 5 mei: Charles Gleyre, kunstschilder (geb. 1806)
- 18 mei, Benedikt von Arx, notaris, rechter en politicus (geb. 1817)
- 7 juni: Karl Rudolf Hagenbach, theoloog (geb. 1801)
- 14 juni: Félix Bungener, theoloog (geb. 1814)
- 15 september: Charles-Amédée Kohler, chocolatier (geb. 1790)
- 23 oktober: Heinrich Moser, horlogemaker, ondernemer en kunstverzamelaar (geb. 1805)
- 31 oktober: Friedrich Brenner, psychiater (geb. 1809)

1848
· 1849
· 1850
· 1851
· 1852
· 1853
· 1854
· 1855
· 1856
· 1857
· 1858
· 1859
· 1860
· 1861
· 1862
· 1863
· 1864
· 1865
· 1866
· 1867
· 1868
· 1869
· 1870
· 1871
· 1872
· 1873
· 1874
· 1875
· 1876
· 1877
· 1878
· 1879
· 1880
· 1881
· 1882
· 1883
· 1884
· 1885
· 1886
· 1887
· 1888
· 1889
· 1890
· 1891
· 1892
· 1893
· 1894
· 1895
· 1896
· 1897
· 1898
· 1899
· 1900
· 1901
· 1902
· 1903
· 1904
· 1905
· 1906
· 1907
· 1908
· 1909
· 1910
· 1911
· 1912
· 1913
· 1914
· 1915
· 1916
· 1917
· 1918
· 1919
· 1920
· 1921
· 1922
· 1923
· 1924
· 1925
· 1926
· 1927
· 1928
· 1929
· 1930
· 1931
· 1932
· 1933
· 1934
· 1935
· 1936
· 1937
· 1938
· 1939
· 1940
· 1941
· 1942
· 1943
· 1944
· 1945
· 1946
· 1947
· 1948
· 1949
· 1950
· 1951
· 1952
· 1953
· 1954
· 1955
· 1956
· 1957
· 1958
· 1959
· 1960
· 1961
· 1962
· 1963
· 1964
· 1965
· 1966
· 1967
· 1968
· 1969
· 1970
· 1971
· 1972
· 1973
· 1974
· 1975
· 1976
· 1977
· 1978
· 1979
· 1980
· 1981
· 1982
· 1983
· 1984
· 1985
· 1986
· 1987
· 1988
· 1989
· 1990
· 1991
· 1992
· 1993
· 1994
· 1995
· 1996
· 1997
· 1998
· 1999
· 2000
· 2001
· 2002
· 2003
· 2004
· 2005
· 2006
· 2007
· 2008
· 2009
· 2010
· 2011
· 2012
· 2013
· 2014
· 2015
· 2016
· 2017
· 2018
· 2019
· 2020
· 2021
· 2022
· 2023